# 3형 보병전차 밸런타인
Mk.3 발렌타인 보병전차는 제2차 세계 대전 주력 보병전차로, 제2차 세계 대전 당시 파생형을 포함해 8,000대 이상이 영국에서 생산 되었다. 다수의 파생형은 리벳이음 방식으로 용접되었고 휘발유와 디젤 엔진 무장 개선이었다. 많은 양의 전차가 소련에 보급되었으며, 캐나다에서 라이센스 생산되었다.
북아프리카 전역에서 영국이 광범위하게 사용했다. 비커스사에서 개발되었으며, 성능과 신뢰성을 인정받았다. 

## 역사
영국은 Mk.1 순항전차의 실패이후 Mk.2 전차를 운용했지만 역시 독일의 경전차보다 못한 수준의 전차였다. 결국 영국은 비커즈사에 장갑이 두껍고 주포도 어느 정도 있는 이상적인 전차를 주문했고 이에 비커스사가 내놓은 전차가 Mk.3이다.  사실 Mk.2도 영국에겐 이상적인 전차였지만 장갑과 운항속도가 낮은 것이 Mk.2 전차의 최대 단점이었고, 전차로사의 활약을 하지 못했다. 그래서 비커스사는 보병전차인 MK.3를 개발했는데 이것이 발렌타인 전차이다. 전면 장갑이 65mm로 그 당시엔 두꺼운 편이었고 기계적 신뢰성이 우수하였지만 화력과 기동력이 매우 약하였다.

## 활약
대부분 북아프리카 전선에 투입됐다. 독일군 중전차를 상대로는 큰 전과를 올리진 못했지만, 발렌타인은 나름대로 경전차와 보병을 상대로 큰 전과를 올리는데 성공했다. 하지만 기동력이 떨어져 독일군 88mm 곡사포의 먹잇감이기도 하였다. 그러나 발렌타인 전차는 북아프리카 전선에서 400km를 고장없이 최대속도로 달릴정도로 가장 견고한 전차였다. 그리고 총 7300대가 생산되었는데 그 중 3782대 소비에트 연방에 원조되었다. 그 본격적인 원조의 시기는 1943년부터로 이미 이시기엔 발렌타인을 비롯한 경전차의 활약을 기대하기 어려운 때였으며 발렌타인 자체도 썩 성능이 좋은 전차는 아니었음에도 불구하고, 소련군은 의외로 호평을 하였으며, 종전까지 사용했다.

## 파생형
후에 2파운드포에서 4파운드포로 개량하여 화력을 증강시킨형이 있었고, 후기에 2인승 포탑에서 3인승 포탑으로 교체되었다. 그리고 종전무렵 6파운드포로 교체하였고 종전후 미군의 탄약을 받기위해 미군의 75mm포로 개조하였다.